# Парсбит
Парсбит — правительница Хазарии в 730/731 году.
Упомянута в произведении армянского историка Гевонда. Мать скончавшегося кагана. Инициатор очередного похода хазар на Армению и Азербайджан. По-видимому, была регентшей, упоминающийся одновременно с ней в других источниках сын кагана — Барджиль, очевидно, не имел прав на престол. В 732/733 году хазар возглавил новый каган.